# Districte de Châteaubriant

Ubicació del Districte de Châteaubriant dins del departament

El districte de Châteaubriant era una divisió administrativa francesa del departament del Loira Atlàntic, a la regió del País del Loira. Comptava amb 10 cantons i 53 municipis. El cap era la sotsprefectura de Châteaubriant.

## Història
Fundat el 1800. Des de l'1 de gener de 2017 va fusionar amb el districte d'Ancenis i conformen el districte de Châteaubriant-Ancenis.

## Cantons
cantó de Blain - cantó de Châteaubriant - cantó de Derval - cantó de Guémené-Penfao - cantó de Moisdon-la-Rivière - cantó de Nort-sur-Erdre - cantó de Nozay - cantó de Rougé - cantó de Saint-Julien-de-Vouvantes - cantó de Saint-Nicolas-de-Redon